# 공백 (영화)
《공백》(일본어: 空白 쿠하쿠[*])은 2021년에 개봉된 일본 영화이다.

## 출연진

### 주연
- 후루타 아라타 - 소에다 미츠루 역
- 마츠자카 토리 - 아오야기 나오토 역

### 조연
- 타바타 토모코 - 마츠모토 쇼코 역
- 후지와라 키세츠 - 노기 료마 역
- 슈리 - 이마이 와카나 역
- 이토 아오이 - 소에다 카논 역
- 카타오카 레이코 - 나카야마 미도리 역
- 테라지마 시노부 - 쿠사카베 아사코 역